# Anput
| i | n · p | w | t |

| i | n · p | w | t |

Anput

Anput (anche Input, Inpewt o Yineput) è una divinità egizia appartenente alla religione dell'antico Egitto.
Ritenuta sorella e sposa di Anubi con cui ebbe la figlia Kebechet, Anput veniva venerata in particolar modo nel 17º nomo dell'Alto Egitto, nella città di Cinopolis.

## Iconografia
Era raffigurata come una donna con l'emblema di Cinopolis sulla testa oppure come una donna con testa di sciacallo.